# Сєвжелдорлаг
Північний залізничний ВТТ (рос. Севжелдорлаг, Севжелдорстрой) — структурна одиниця системи виправно-трудових таборів Народного комісаріату внутрішніх справ СРСР (ГУЛАГ НКВС). Організований 10.05.38 ;
закритий 24.07.50 (об'єднаний з Північно-Печорським ВТТ з утворенням Печорського ВТТ). Перший начальник — капітан ДБ Шемена С. І.
Сєвжелдорлаг входив до переліку таборів для «політичних», «шпигунів», «терористів», «керівників повстанських націоналістичних організацій». Крім нього, існувало ще декілька: 
- «Сєввостлаг» (Далекий Схід, Колима),
- «Воркутлаг», «Ухтіжемлаг» (північні райони Комі АРСР),
- «Норильлаг», «Локчимлаг», «Устьвимлаг» (Комі АРСР).

В 1948 році для цього «контінгенту» були створені Особливі табори.

## Виконувані роботи
- будівництво залізниці Котлас — Воркута (з 14.05.40 — ділянки Котлас-Усть-Кожва (728 км) Північно-Печорської залізничної магістралі), закінчення робіт на ділянці залізниці Коноша — Котлас ліквідованого Сєвдвінлага (з 04.09.46) і роботи по збільшенню пропускної здатності ділянки Вельськ — Котлас — Кожва Печорської залізниці.
- обслуговування хутрового заводу в Княж-Погості (з 30.09.48) та Котласького мостозаводу,
- виробниче і житлове будівництво, підсобні с/г роботи,
- виробництво вапна на Сирочаєвському заводі Сєвжелдорбуду, цегли, лісозаготівлі.